# Hydraena cooperi
Hydraena cooperi es una especie de escarabajo del género Hydraena, familia Hydraenidae. Fue descrita científicamente por Balfour-Browne, J. en 1954.
Esta especie se encuentra en Angola, Namibia y Sudáfrica.